# جون ادغار اينسورث
جون ادغار اينسورث (بالإنجليزية: John Edgar Ainsworth)‏ (و. 1920 – 2004 م) هو فيزيائي، وموسوعي من الولايات المتحدة الأمريكية . ولد في نيو هيفن، كونيتيكت .